# Terina rogersi
Terina rogersi là một loài bướm đêm trong họ Geometridae.